# Yuri Landman

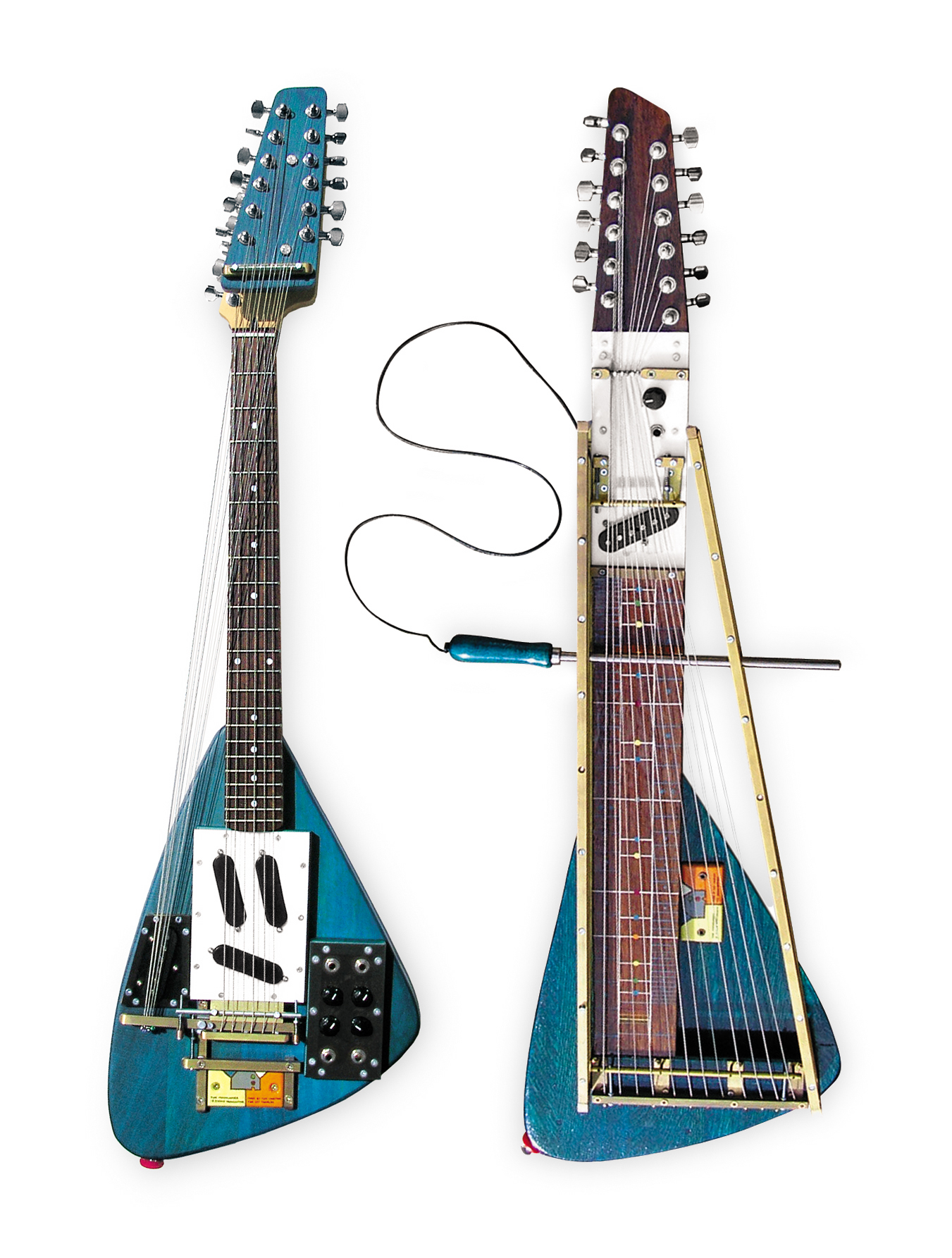
Yuri Landman, Moonlander és Moodswinger

Yuri Landman (Zwolle, 1973. február 1. –) a Yuri Landman Ensemble és Bismuth nevű holland rockegyüttes gitárosa és avantgárd hangszertervező.
Cikkeket írt a Premier Guitar számára.

## Bibliográfia
- Je Mag Alles met me Doen (1997) (hollandul)
- Het Verdiende loon (1998), Price de Bréda 1998 (hollandul)
- Nice Noise – Bart Hopkin & Yuri Landman, 2012, Experimental Musical Instruments ISBN 978-0-972-731-36-2 (angolul)

## Diszkográfia

### Zoppo
- Chi pratica lo impare zoppicare lp (1998)
- Nontonnen promo 7" (1998)
- Double the fun splitt 7" (1999)
- Belgian Style Pop cd (1999)

### Avec Aisance
- Vivre dans l'aisance cd (2004)

### Yuri Landman Ensemble
- Yuri Landman Ensemble featuring Jad Fair & Philippe Petit – That's Right, Go Cats (cd 2012 Thick Syrup Records, lp 2012 Siluh Records)

### Bismuth
- Bismuth – s/t, (2014, Geertruida Records)

### Dokumentumfilmek
- Alles Tot Dit, 2013 (angolul)